# じみ変
じみ変とは、福岡県出身の保坂龍治と安達陽の二人組みユニット。

## 概要
2002年11月27日にユニバーサル・ミュージックからメジャー・デビュー・アルバム『夜空のこんぺいとう』をリリース。
CROSS FMで、レギュラー・パーソナリティを務めたことがある。
ジミ・ヘンドリックスには音楽的な影響を受けていないらしい。川崎、新百合ヶ丘駅で路上ライブを行っていた。
テレビドラマ『すっから母さん』のオープニングテーマに『涙くず』が起用された。
大原櫻子のアルバム『FANFARE』（ファンファーレ）に収録されている「寄り道」をじみ変名義で作曲。

## メンバー
- 保坂 龍治
- 安達 陽

## ディスコグラフィー
- 東京ちゃぶ台
- あっ。
- 夜空のこんぺいとう
- 涙くず
- 歩人

## 歌詞
- はだかの王様